# Prudencio Landín Carrasco
Prudencio Landín Carrasco (Pontevedra, 12 de diciembre de 1912-Ibídem, 30 de junio de 1988) fue un abogado y político español que llegó a ser gobernador civil de varias provincias españolas y alcalde de Pontevedra durante el franquismo.

## Biografía
Nació en Pontevedra en 1912. Era hijo de Prudencio Landín Tobío. Licenciado en Derecho y profesor mercantil.
Durante la Guerra Civil se enroló como voluntario en las filas del ejército del bando nacional, alcanzando así el rango de teniente provisional de Artillería. Una vez finalizada la contienda, reanudó su trabajo como abogado. En aquellos años desempeñó varios cargos como el de Jefe Provincial de la Policía Municipal, trabajando en la delegación provincial de justicia y derecho y secretario de la tutela de menores en Pontevedra.
Entre 1957 y 1959 ocupó la alcaldía de Pontevedra. Ese mismo año es nombrado presidente de la Diputación de dicha provincia. También fue procurador en Cortes.
Más tarde, en 1963, fue nombrado gobernador civil de Guadalajara, puesto que ostentó por poco tiempo, y el 15 de febrero de 1964 de Córdoba, cargo del que cesó el 8 de junio de 1968.
Durante su estancia en tierras cordobesas se preocupó por la situación de la agricultura en la provincia, consiguiendo el apoyo del Gobierno. De carácter aperturista, dio participación a numerosas asociaciones populares como Las Peñas, fundándose en su mandato la Federación Peñas Cordobesas. Asimismo reconoció el carácter intelectual de las nuevas generaciones permitiendo la fundación del Círculo Cultural Juan XXIII de Córdoba.
Finalmente, el 8 de junio de 1968, fue nombrado gobernador civil de La Coruña, puesto que ocuparía hasta 1972.
Falleció en Pontevedra a los 75 años.

## Condecoraciones
- Encomienda de Cisneros
- Gran Cruz al Mérito Civil
- Orden del Mérito Agrícola (1968).[4]
- Cruz Laureada Colectiva de San Fernando.